# Fiat 127
El Fiat 127 es un automóvil del segmento B producido por el fabricante italiano Fiat entre los años 1971 y 1997. El código interno de la Fiat para este proyecto fue X1/4.
Galardonado con el premio Coche del Año en Europa en 1972, el 127 supuso una revolución respecto del modelo precedente: el motor va situado en posición delantera transversal (en vez de trasera), posee tracción delantera, la carrocería es totalmente nueva (el 850 era un derivado del Fiat 600), y la suspensión cuenta con un sistema de cuatro ruedas independientes (McPherson). El único elemento que se conservó del 850 fue el motor de cuatro cilindros con árbol de levas lateral y distribución por varillas y balancines, en la versión de 903 cc de los 850 Sport Coupe y Spider, con un rendimiento de 47 CV.

## El 127 en el mundo
El 127 fue producido fuera de Italia bajo licencia en Polonia por la empresa Polski Fiat como Fiat 127p. En España, SEAT produjo cerca de 1,5 millones de unidades del Seat 127, de la primera, segunda y tercera serie (esta última con el nombre de SEAT Fura). Una vez concluido el acuerdo entre SEAT y Fiat, como sucedió con otros modelos como el Fiat Panda y el Fiat Ritmo (que se convirtieron en SEAT Marbella y SEAT Ronda respectivamente), SEAT hizo algunas modificaciones sobre el coche y durante poco más de un año, antes de la aparición del primer SEAT Ibiza, comercializó el 127 como "SEAT Fura Dos". Cabe destacar que el desarrollo de la carrocería de cuatro puertas fue un desarrollo realizado por SEAT. 
Fuera de Europa el Fiat 127 se construyó en una versión específica denominada Fiat 147, siendo producido desde 1976 en Brasil (Fiat Betim) y desde 1982, en Argentina (Sevel Argentina S.A.).
En Brasil se produjo también una versión berlina de tres volúmenes y dos puertas denominada Oggi, y una familiar de tres puertas llamada Panorama. 
El Fiat 127 (147) fue fabricado también en la Argentina por Sevel (Sociedad Europea de Vehículos para Latinoamérica) a partir de 1981 como sustituto del Fiat 133 (SEAT 133 en España). Fue fabricado, al igual que en Brasil, con el nombre de "147", en el Centro Operativo del Grupo en Martin Coronado, provincia de Buenos Aires y luego en la localidad de Berazategui a mediados de los años 90. Estaba equipado con motores derivados de los ya producidos desde 1971 en el Fiat 128, el de 1116 cc y 55 CV y el 1290 cc de 65 CV. También lo equipó desde 1985 (Año en que cambió su nombre por el de Fiat Spazio con un rediseño que le permitió seguir vigente 12 años más) un motor de gasóleo y 1301 cc. Desde 1983, utilizaba una caja de cambios con 5 velocidades. En 1991 cambió su gama de motores, y un único 1,4 litros de la generación de motores Tipo con 65  CV reemplazó las dos motorizaciones gasolina anteriores, permaneciendo la diésel. En nivel utilitarios, la producción también incluyó a la furgoneta Fiorino, y la pickup denominada homónimamente. Existió también una versión de alto rendimiento preparada por IAVA -Industria Argentina Vehículos de Avanzada - que le permitían bajar los 8,0 segundos en la aceleración de 0 a 100 km/h y máximas cercanas a los 180 km/h. 
Los primeros modelos de 147 que se vendieron en la Argentina en 1981 eran importados de Brasil. A partir de 1982 se comenzó a producir localmente y se diferenciaron de su antecesor por carecer de ventiletes y grilla de extracción de aire lateral, además de presentar una luneta trasera más amplia. Entre 1983 y 1984 la empresa IAVA fabricó en pequeñas series (405 unidades) un modelo deportivo llamado Fiat 147 Sorpasso, con un motor de 90HP y una aceleración de 0 a 100 km/h en 8.4 s . En 1984 aparece la gama "Spazio", con el frontal, la parte trasera y el interior reestilizados. En 1986 sale a la venta con una versión diésel. Al año siguiente, aparece el modelo "Brío", una versión estándar con equipamiento básico y línea correspondiente al modelo brasileño de fines de los '70. En 1989 Sevel comienza a producir la serie de utilitarios "Fiorino", (pickup y furgón cerrado) basados en el "Spazio", en versiones gasolina y diésel. En 1991 se incorpora el Motor Tipo 1.4 en reemplazo de los viejos 1100 y 1300 mientras que el 1300 Diesel continúa en producción. También se actualiza la gama surgiendo el Spazio T en reemplazo del CL mientras que la versión TR continúa con pequeños cambios de estilo.
En 1993 sale a la venta un nuevo integrante de la familia Spazio, el Vivace, que era básicamente una nueva versión económica del Spazio, que se fabricó hasta la desaparición del 147 en la Argentina en 1996 junto al Spazio TR y el posterior Vivace CL que era una variante algo más equipada que el Vivace tradicional.
El Fiat 127 fue el automóvil más vendido en toda Europa durante 1978 con un total de 408.981, según Fiat, el número de ventas del Fiat 127 es de 3.5 millones en todo el mundo.

### Versiones y ediciones especiales
Primera serie
- Fiat 127 Team (NL): 1972
- Fiat 127 rústica
- Fiat 127 Bestel
- Fiat 127 pick-up
- Fiat 127
- fue un coche que salió al mercado entre los años 1972 y 1997, un amplio período de tiempo, prueba de la buena acogida que tuvo desde el primer momento. La empresa italiana Fiat fabricó este modelo, en el que volcó las últimas innovaciones de aquel entonces. El Fiat 127 fue el resultado de la evolución de un modelo anterior, el Fiat 850, y fue sucedió por el Fiat 1. ￼

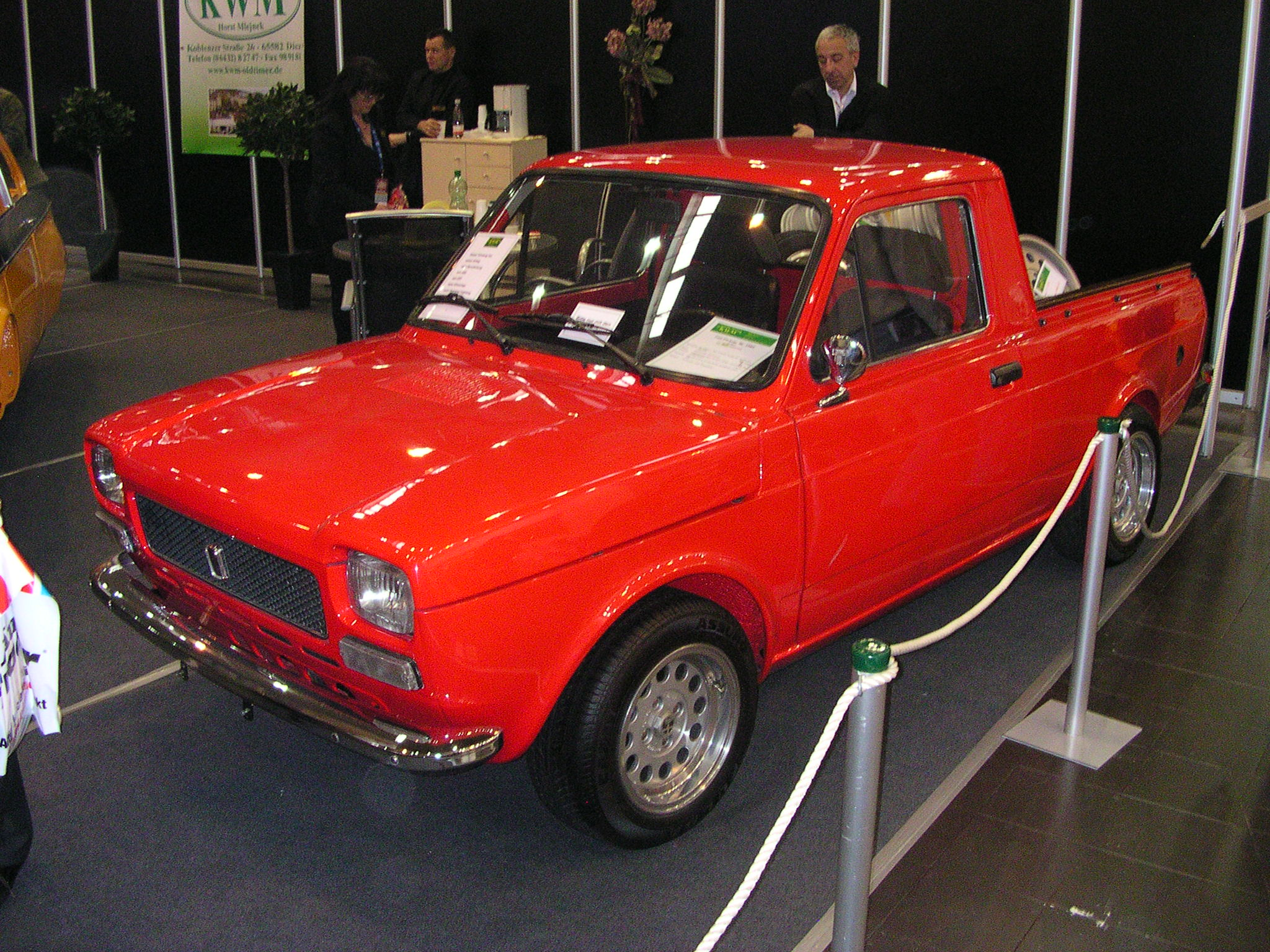
Fiat 127 primera serie pick-up.
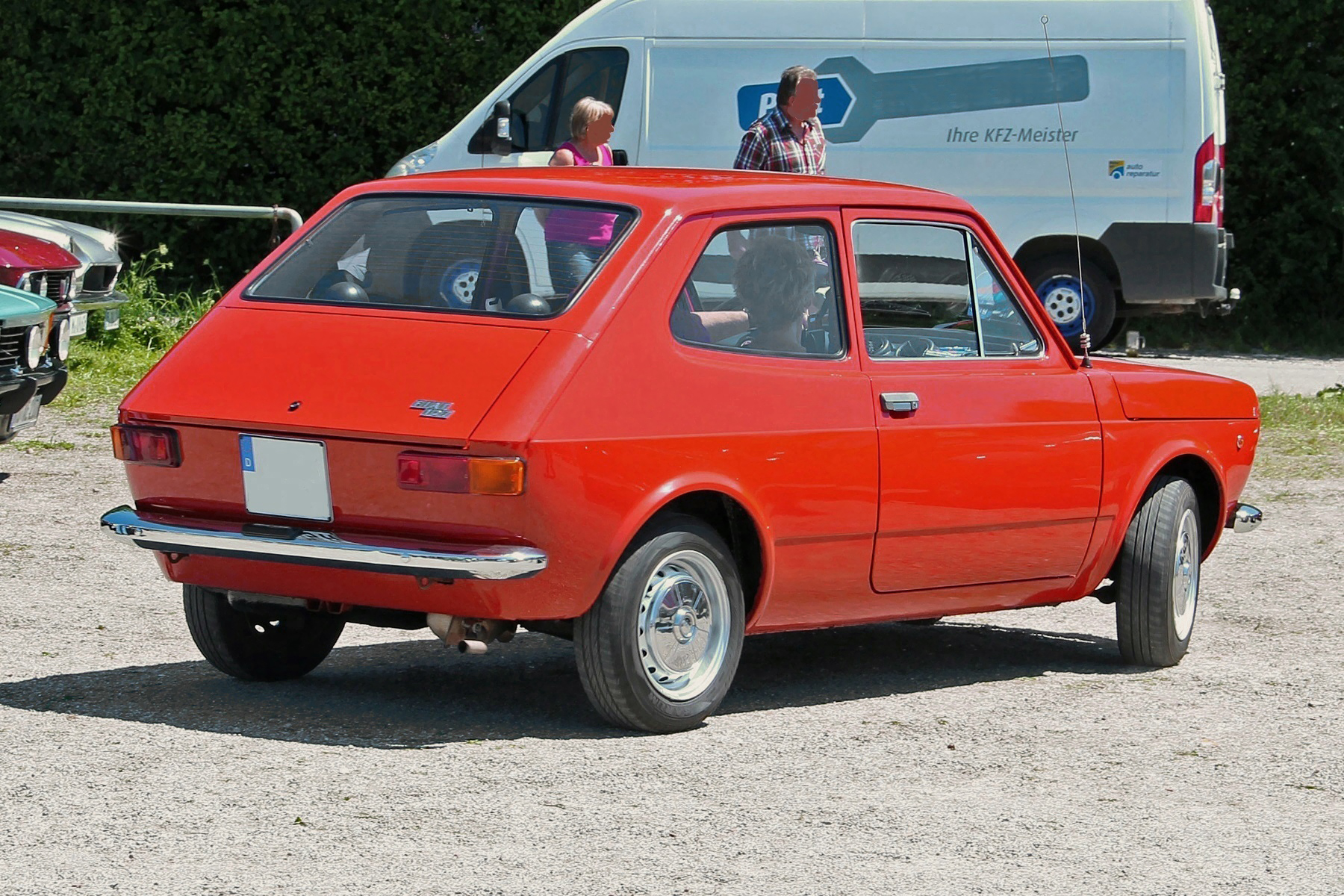
Fiat 127 primera serie vista posterior.

Segunda serie
- Fiat 127 Sport 70Hp : 1978 versión deportiva del 127 con carrocería de 3 puertas y solo disponible en 3 colores, negro, naranja y gris, con la motorización de 70 HP. las últimas unidades en 1981 se les denominó como Fiat 127 Sport II, se diferencia en los logos identificativos que en la parrilla incluye una chapita con la palabra Sport en vez de la chapita de 70Hp que tenía al principio, también incluye una nueva tapicería gris y se incluye el color rojo, blanco y azul en su carrocería.
- Fiat 127 Palio: 1978
- Fiat 127 Brava: 1979
- Fiat 127 Top: 1979 versión especial con carrocería de 3 puertas, disponible en 2 colores azul o Bronce, con techo de lona opcional.[2]
- Fiat 127 Special 1981
- La segunda generación, introducida en 1977, amplió la gama en parte gracias a la colaboración con SEAT, que produjo el modelo bajo licencia y realizó algunas variantes adoptadas por Fiat para la gama italiana. Nos referimos a los modelos de cuatro puertas (disponibles en realidad a partir de 1976) y de cinco puertas (a partir de 1980), que flanqueaban a los modelos clásicos de dos y tres puertas para un total de cuatro carrocerías, combinadas con tres niveles de acabado denominados L, C y CL.￼

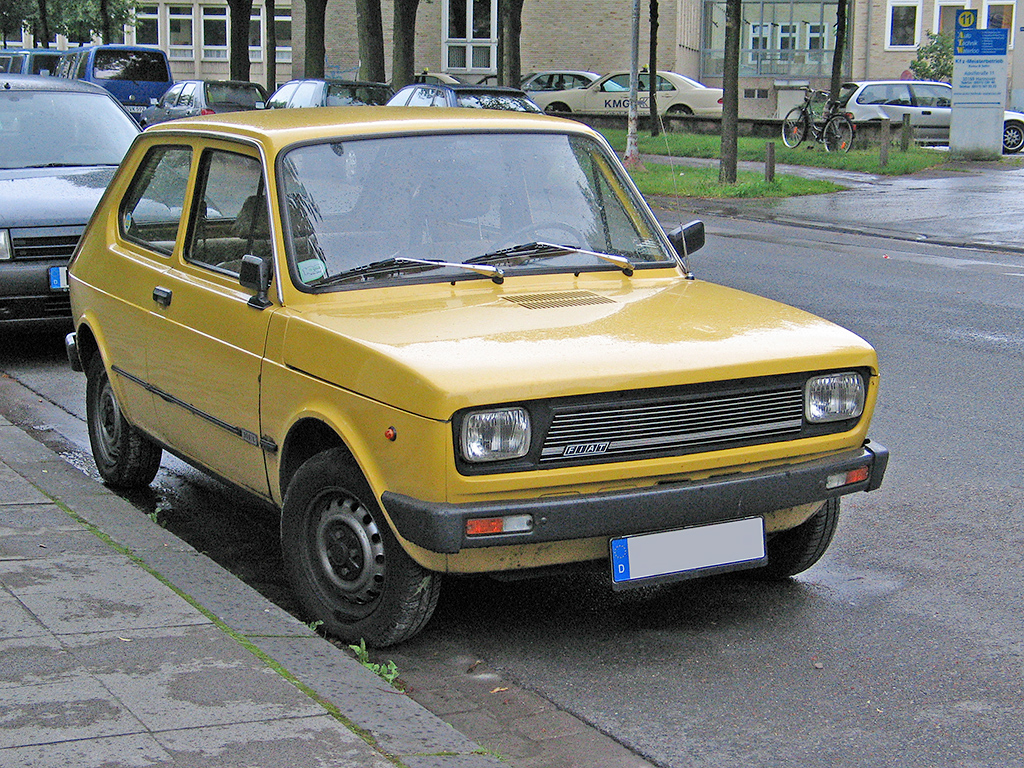
Fiat 127 segunda serie 3p.
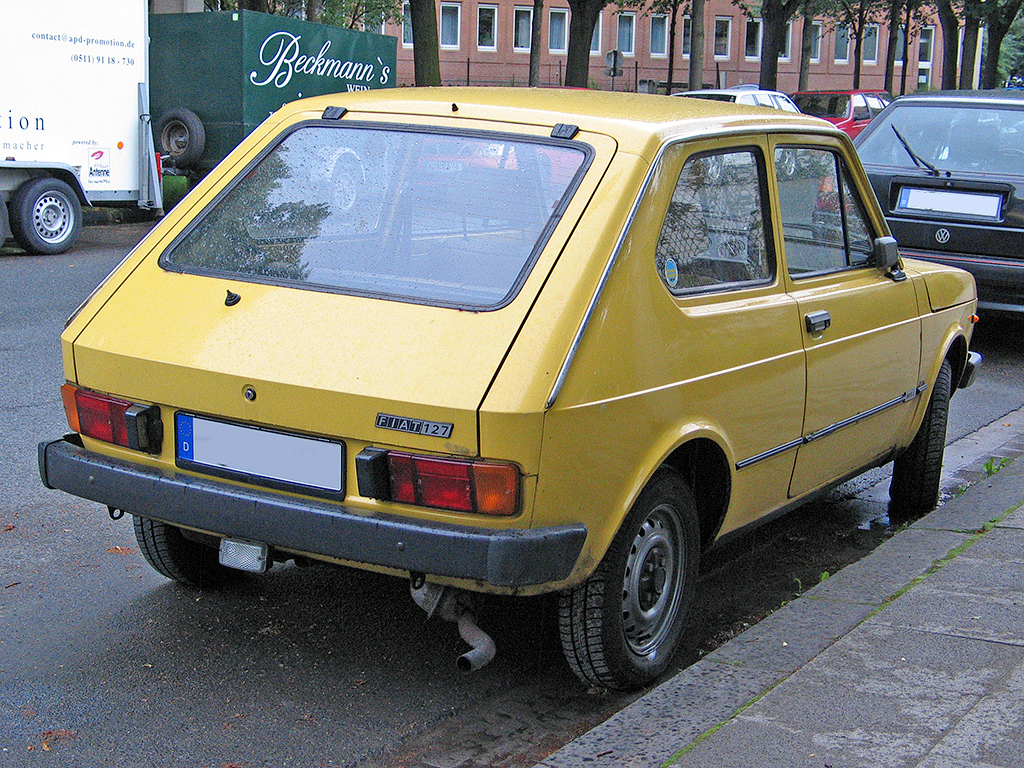
Fiat 127 segunda serie 3p. Vista posterior

Tercera serie
- Fiat 127 Panorama
- Fiat 127 Unificata
- A principios de enero de 1982, Fiat presentó la tercera serie del Fiat 127. Esta nueva versión no emocionó a los clientes porque era un poco pesada y pretenciosa, contrariamente al espíritu del primer Fiat 127 que ya se remontaba a 10 años. El acabado ciertamente había evolucionado y regresado al nivel de las versiones Special y Super. Los motores eran siempre los mismos: los famosos 903 y 1.049  cm 3 , mientras que la versión Sport recibió un nuevo bloque de 1.301  cm 3 desarrollando 75 CV.

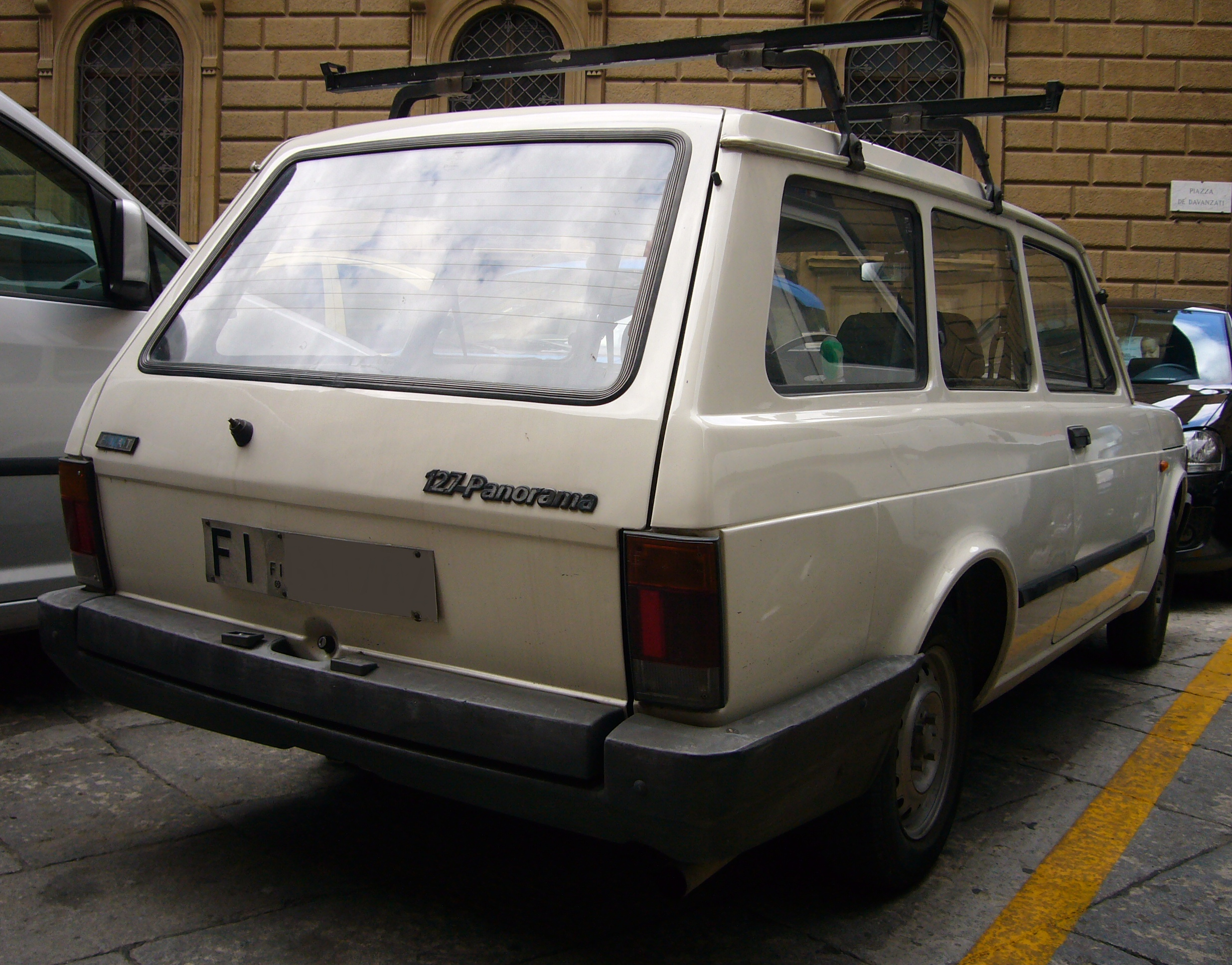
Fiat 127 tercera serie panorama.
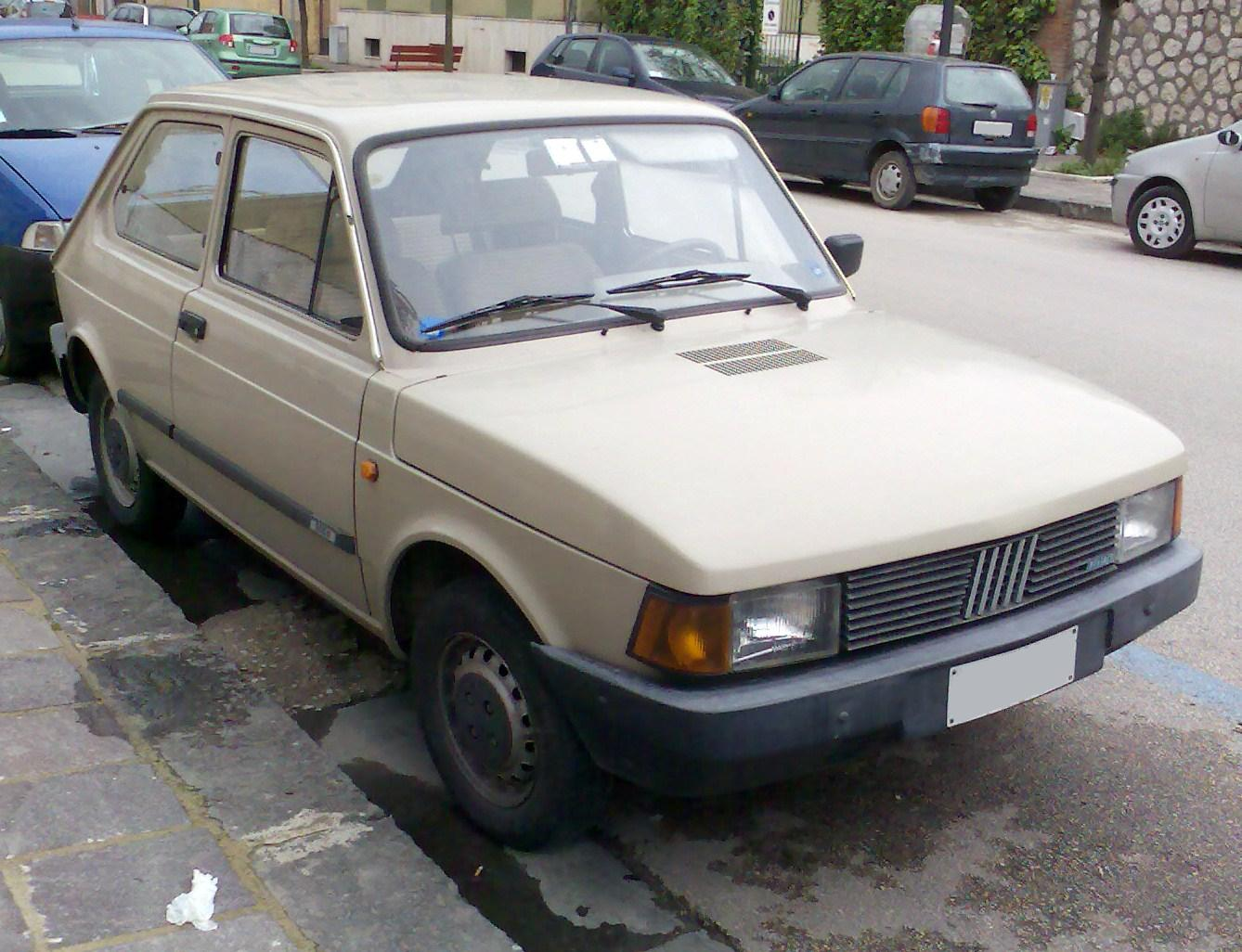
Fiat 127 tercera serie.
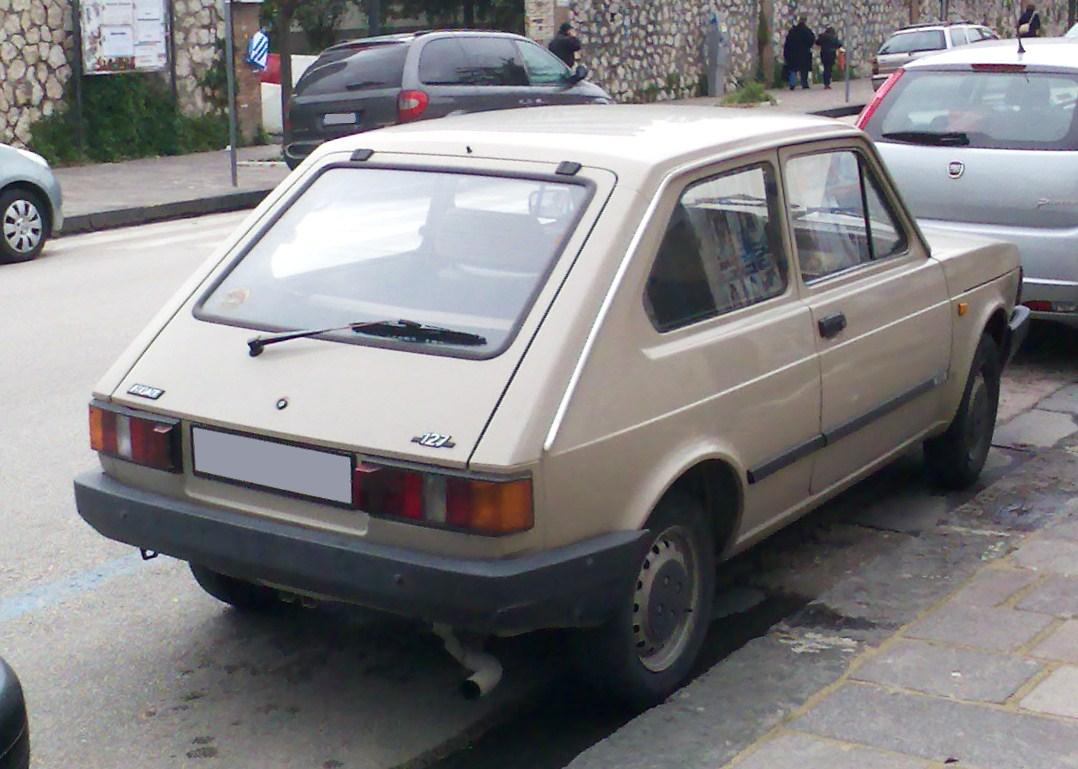
Fiat 127 tercera serie vista trasera.

Derivados
- 147 rally
- Oggi (versión tricuerpo)
- Ognitempo
- Fiat 127 Lucciola y berlina(Francis lombardi): 1971.[3]
- Fiat 127 Coriasco (Primera serie Giardinetta), (Segunda serie familiar confort, Furgoncino y Farm).[4]
- Fiat Moretti 127 Palinuro, Fiat Moretti 127 Lusso, Fiat 127 coupé moretti.[5] y Fiat Moretti 127 Midimaxi (primera y segunda serie).[6]
- Fiat 127 Scout (Fissore)
- Fiat 127 Dingy (Frua).[7]
- Del FIAT 127 ha habido todo tipo de versiones. Lo hemos visto carrozado como pequeño monovolumen, furgoneta o coche de rallyes. E incluso listo para la playa o el uso agrícola como si fuera un Citroën Mehari. Una panoplia de modificaciones amplificada por el hecho de que, bajo diversas licencias y marcas, este popular utilitario fue fabricado en países como España o Brasil. De hecho, en el país sudamericano hubo una versión con motor alimentado por etanol de la cual se fabricaron más de 120.000 unidades￼

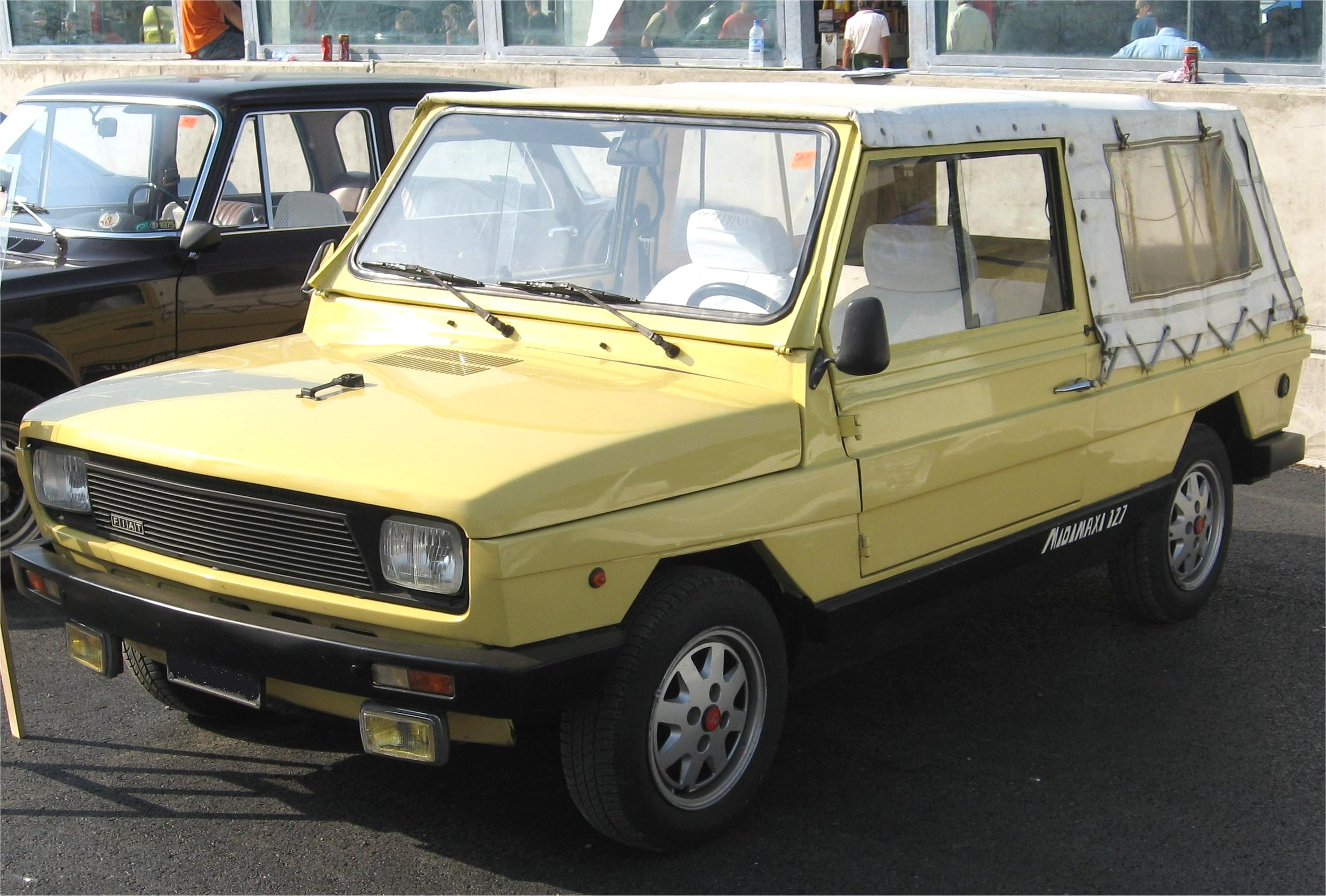
Fiat 127 Moretti Midimaxi.
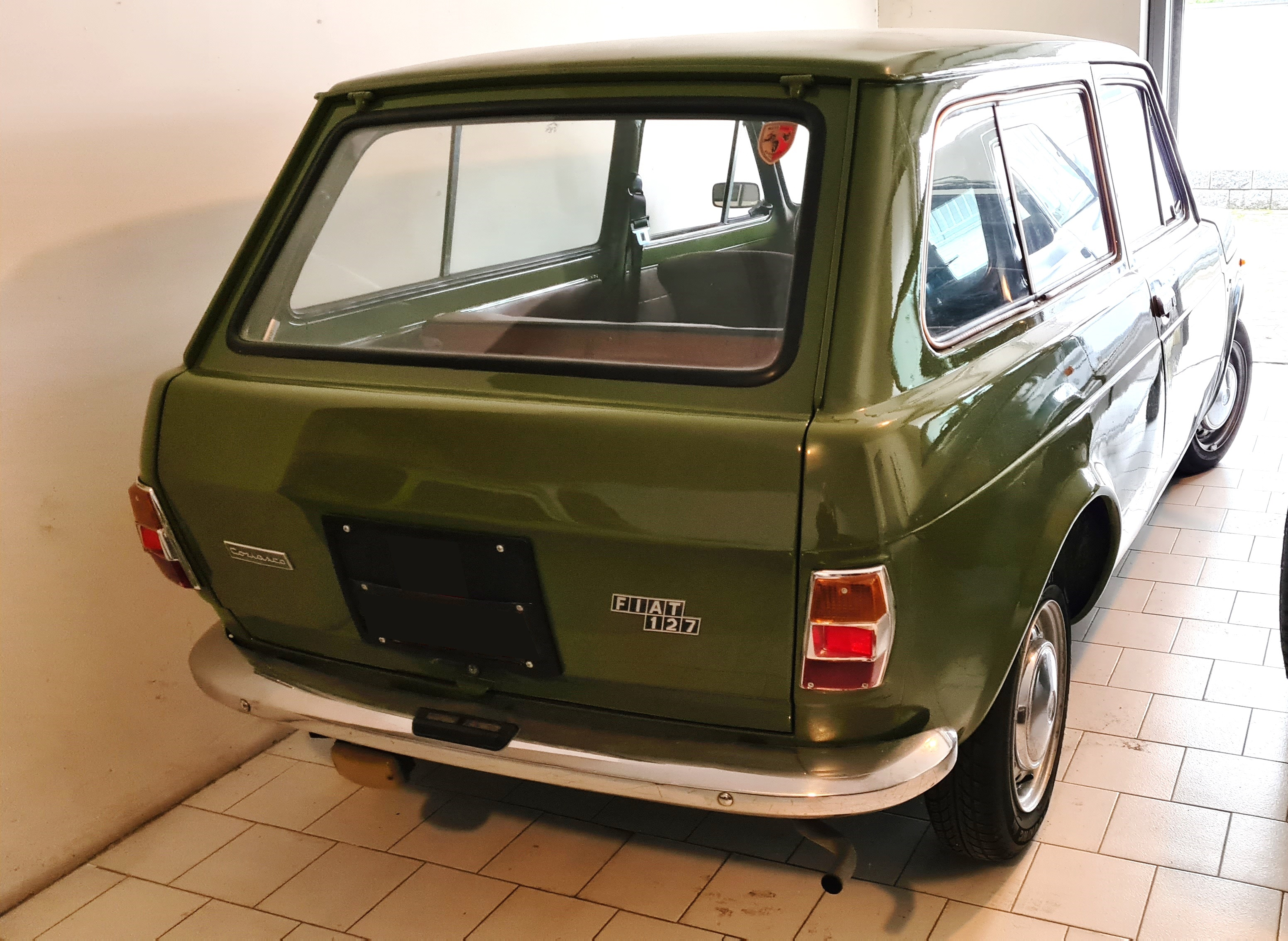
Fiat 127 Coriasco Familiare, vista posterior.

Prototipos
- Fiat 127 Village: prototipo diseñado por Bertone y presentado en 1974.[8]
- Fiat 127 Progetto 4R (Bertone).
- Fiat 127 Coupé y Progetto Holiday (Francis lombardi).
- Fiat 127 NP/NPs. Giannini (Primera y segunda serie).
- Fiat 127 sedan